# Desalinizace
Desalinizace je půdotvorný proces, při kterém dochází k vymývání chloridů, síranů a nitrátů vodou z půdního profilu.